# Brachytria picta
Brachytria picta là một loài bọ cánh cứng trong họ Cerambycidae.